# Álex Vallejo
Álex Vallejo, właśc. Alexander Vallejo Mínguez (ur. 16 stycznia 1992 w Vitorii) – hiszpański piłkarz występujący na pozycji pomocnika.